# Schuß im Morgengrauen
Schuß im Morgengrauen ist ein deutscher Kriminalfilm aus dem Jahre 1932 von Alfred Zeisler mit Karl Ludwig Diehl in einer der Hauptrollen.

## Handlung
Ein Beamter der Kriminalpolizei, Müller IV, wird darauf angesetzt, dem soignierten Juwelier Taft auf die Finger zu sehen. Es gibt Hinweise darauf, dass der Mann in den besten Jahren in dunkle Geschäfte verwickelt ist. Müller hat sich in seinem Dienstfahrzeug vor der Villa Tafts postiert, da fällt ein Schuss im Morgengrauen, und der Polizeibeamte stirbt. Die Kommissarkollegen Schmieter und Holzknecht wollten sich mit ihm treffen und müssen nun den gewaltsamen Tod eines der Ihren aufklären. Der Tatverdacht fällt erwartungsgemäß zunächst auf den Beobachteten, doch der hat ein wasserdichtes Alibi. Juwelier Taft war nämlich zur Tatzeit nicht zuhause, sondern auf der Rückfahrt von einer Geschäftsreise, die ihn nach Berlin geführt hatte. Somit hatte Müller in Wahrheit ein leer stehendes Haus observiert.
Diese Rückreise verläuft für Taft alles andere als angenehm, denn auf der Heimfahrt wird er von zwei ihm wohlbekannten Verbrechern gestoppt, die von ihm Geld verlangen. Da er jedoch nichts dabei hat, schlägt er nolens volens einen Deal vor: Seine Ex-Frau Irene ist im Besitz eines wertvollen Diamantrings, zu dem er den beiden Ganoven Zugang verschaffen könne. Irene, die derzeit in einem edlen Potsdamer Hotel logiert, ist erfreut, ihren deutlich älteren Ex-Ehemann, der sich angeblich einfach nur so besuchen will, wieder zu sehen. Sie ahnt nicht, dass Taft lediglich gekommen ist, um ihren Tresorschlüssel zu entwenden und diesen unter dem Heizkörper zur Abholung zu deponieren. Taft ist nicht der einzige, der sich in Irenes Zimmer einfindet. Kurz darauf erscheint ein angeblicher Kaufinteressent für Tafts Villa, der elegante Herr Petersen, der sich jedoch sogleich versteckt, als er Irene im benachbarten Badezimmer vernimmt. Die Frau, die dort gerade ein Bad nimmt, bekommt kurz darauf weiteren Herrenbesuch, diesmal von einem gewissen Dr. Sandegg.
Sandegg ist niemand anderes als einer der beiden Verbrecher, die von Taft Geld erpressen wollten. Er ist gekommen, um sich den Diamanten zu stehlen, den Irene im Wandtresor des Hotels deponiert hat, und greift daher zunächst unter den Heizkörper, wo Taft kurz zuvor den Tresorschlüssel versteckte. Petersen tritt hervor, und zwischen den beiden Männern kommt es zu einem kurzen Schlagabtausch. Dr. Sandegg kann mitsamt seiner Diamantenbeute fliehen. Irene Taft begreift die Situation erst, als sie feststellen muss, dass jemand den Tresor leergeräumt hat. Als sie dann auch noch in die leere Villa Tafts gelockt wird, spitzt sich die Situation dramatisch zu. Zu diesem Zeitpunkt ist Taft bereits von den Gangster ebenfalls ermordet worden, und auch um ihr Leben sieht es sehr schlecht aus. Doch nun entpuppt sich jener Herr Petersen als Kriminalinspektor, der die Bande hochnehmen will. Zwischen Polizei und den Verbrechern kommt es zu einem Schusswechsel, bei dem es gelingt, Irene wieder zu befreien und den Diamantring zurückzuerlangen.

## Produktionsnotizen
Schuß im Morgengrauen entstand ab dem 25. April 1932 und wurde nach nur einem Monat Dreharbeiten in den UFA-Ateliers von Neubabelsberg abgeschlossen. Die Uraufführung erfolgte am 19. Juli 1932 in Berlins UFA-Theater am Kurfürstendamm. In Österreich lief der Krimi unter dem Titel Die Frau mit dem Smaragd an.
Produzent Alfred Zeisler übernahm auch die Produktionsleitung, Willi A. Herrmann und Herbert Lippschitz entwarfen die Filmbauten, Gerhard Goldbaum und Max Kagelmann waren für den Ton zuständig.

## Französische Version
Unter der Regie von Serge de Poligny entstand gleichzeitig eine französische Sprachversion mit dem Titel Coup de feu à l’aube mit Annie Ducaux und Jean Galland in den Hauptrollen. Die Uraufführung dieser Fassung erfolgte am 17. August 1932 in Frankreich.

## Kritik
„Zeisler macht seine Detektivflme ungefähr so, wie Frank Heller seine Detektivromane schreibt. Ein bißchen von oben herab und durchaus überlegen; aber handwerklich sind sie erstklassige Facharbeit. (…) Karl Ludwig Diehl macht als Kriminalinspektor ohne Bizepsverherrlichung eine glänzende, frisch drauflosgehnde Figur, Hermann Speelmans einen prachtvoll wurschtigen Kommissar. Vollkommen vom Klischee abweichend die Verbrecher. (…) Theodor Loos, der skrupellose Hysteriker, Peter Lorre, der infantile, degenerierte Säufer, Fritz Odemar, der kaltblütige, schmierig-elegante Gentleman-Verbrecher und Heinz Salfner, der unzuverlässige Kantonist, der Verbrecher und Gesellschaft zugleich hinters Licht zu führen versucht.“